# Қ (кирилиця)
Қ, қ — кирилична літера, утворена від К. Вживається у ряді тюркських мов, поширених на території колишнього СРСР, зокрема в казахській, уйгурській, каракалпацькій та тофаларській мовах, де позначає глухий язичковий проривний звук /q/. До 1992 року вживалась також в узбецькій кириличній абетці.
Ця літера також була присутня в абетках деяких іранських мов (таджицькій, осетинській) до 1924 року (сьогодні на її місці вживають къ).
Қ є також в абхазькій абетці, де позначає інший звук — глухий м'якопіднебінний проривний /k/ (звичайна К позначає звук /kʼ/). Її ввели в абетку 1905 року; з 1928 по 1938 в латинській абетці на її місці була Ⱪ.
Оскільки арабським відповідником Қ є ق (каф), то Қ часто називають «кириличний каф».